# Magyarországi erőművek listája
(A vízerőműveket és építésük idejét a Vízerőmű cikk sorolja fel.)
| Erőmű neve                                                                      | Létesítés időszaka  | Teljesítmény (MW) | Blokkok (turbinák) száma (db) | Egységteljesítmény (MW) | Fűtőanyag                                    | Állapot |
| ------------------------------------------------------------------------------- | ------------------- | ----------------- | ----------------------------- | ----------------------- | -------------------------------------------- | --- |
| Mátravidéki Erőmű (Lőrinci)                                                     | 1940/1947-1953      | 128               | 4                             | 32                      | lignit, tüzelőolaj                           | Bezárt 1995-ben. |
| Komlói Fűtőerőmű                                                                | 1950-1952           | 7                 | 1                             | 7                       | barnaszén, jelenleg földgáz+biomassza        | |
| Tatabányai Hőerőmű                                                              | 1950-1954           | 21                | 2                             | 17,4                    | barnaszén, földgáz, biomassza                | |
| Diósgyőri Keleti Erőmű                                                          | 1951-1955           | 12                | 2                             | 6                       | kohógáz, tüzelőolaj                          | |
| Dorogi hőerőmű                                                                  | 1906/1916/1954-1955 | 3                 | 1                             | 3                       | barnaszén, jelenleg földgáz + biomassza/szén | |
| Dunai Vasmű Erőműve (Dunaújváros)                                               | 1950-1956           | 84                | 5, 21                         | 5, 16                   | barnagáz, kohógáz, kamragáz, földgáz         | |
| Inotai hőerőmű (November 7. Erőmű)                                              | 1950-1954           | 120 + 64          | 6                             | 21                      | barnaszén                                    | Bezárt 2001-ben. |
| Tiszapalkonyai Hőerőmű                                                          | 1952-1959           | 200               | 4                             | 50                      | barnaszén, földgáz, biomassza                | Bezárt. |
| Borsodi Hőerőmű (Berente)                                                       | 1951-1957           | 200               | 9                             | 5, 5,8, 10, 32          | barnaszén, földgáz, biomassza                | Bezárt 2011-ben. Elbontás alatt. |
| Pécsi Hőerőmű                                                                   | 1955-1966           | 215               | 6                             | 23, 30, 50              | földgáz, biomassza (fa)                      | |
| Ajkai Hőerőmű                                                                   | 1957-1962           | 100               | 3                             | 33                      | biomassza, import feketeszén                 | |
| Tisza I. Vízerőmű (Tiszalök)                                                    | 1956-1959           | 12                | 3                             | 4                       | víz                                          | |
| Kvassay Vízerőmű (Tass)                                                         | 1925, 1958-1961     | 1                 | 2                             | 0,5                     | víz                                          | |
| Oroszlányi Hőerőmű                                                              | 1957-1963           | 200               | 4                             | 52                      | barnaszén, biomassza                         | 2015. december 31. óta nem üzemel |
| Dunamenti Hőerőmű A-B-C blokkok (Százhalombatta)                                | 1960-1973           | 600               | 7                             | 25, 21, 41 50, 150      | fűtőolaj, földgáz                            | 2007-2018 között elbontva. |
| Tatabányai Erőmű (Bánhida)                                                      | 1963-1967           | 100               | 1                             | 100                     | barnaszén                                    | Bezárt. |
| Kispesti Erőmű                                                                  | 1965-1971           | 110               | 1                             | 110                     | jelenleg földgáz                             | |
| Mátrai Erőmű (Gagarin, Visonta)                                                 | 1965-1973           | 950               | 5                             | 100, 200                | lignit, biomassza                            | |
| Kelenföldii FIAT Gázturbina                                                     | 1969-1972           | 32                | 1                             | 32                      | gázolaj                                      | Elbontva. |
| Inotai Gázturbinás Csúcserőmű                                                   | 1971-1975           | 200               | 2                             | 100                     | gázolaj                                      | Bezárt. |
| Dunamenti Hőerőmű F1-F2 blokkok (Százhalombatta)                                | 1969–1976           | 1290              | 6                             | 215                     | fűtőolaj, földgáz                            | 2007-2018 között elbontva. |
| Paksi atomerőmű                                                                 | 1973-1986           | 2000              | 4                             | 500                     | urán-dioxid                                  | |
| Tisza II hőerőmű (Tiszaújváros)                                                 | 1971-1979           | 860               | 4                             | 215                     | fűtőolaj, földgáz                            | Az erőművet üzemeltető AES cég kivonult Magyarországról, 2012. március 31-én befejezte a termelést. 2020-ban az erőmű korszerűsítésén dolgoztak, hogy belátható időn belül ismét üzemelhessen. |
| Győri I. Fűtőerőmű fluidtüzelésű kazán                                          | 1984-1987           | –                 | 1                             | –                       | barnaszén, jelenleg földgáz                  | |
| Dunamenti Gázturbinás Kombinált ciklusú blokkok G1, G2, G3 (Százhalombatta) MET | 1989-2011           | 755               | 4                             | 385, 147, 158, 65       | földgáz, GTO                                 | |
| Kelenföldi Gázturbinás Erőmű                                                    | 1990-1996           | 136               | 1                             | 136                     | földgáz, gázolaj                             | |
| Gyorsindítású Gázturbinás Erőművek (Litér, Sajószöged)                          | 1995-1998           | 240               | 2                             | 120                     | gázolaj                                      | |
| Lőrinci Gázturbinás Erőmű                                                       | 1997-2000           | 150               | 1                             | 150                     | gázolaj                                      | |
| Csepeli Gázturbinás Erőmű                                                       | 1995-2000           | 390               | 2                             | 118, 136                | földgáz, gázolaj                             | |
| Debreceni Kombinált Ciklusú Erőmű                                               | 1999-2000           | 99                | 1                             | 99                      | földgáz                                      | |
| Nyíregyházi Kombinált Ciklusú Erőmű                                             | 2006-2007           | 49                | 1                             | 49                      | földgáz                                      | |
| Tisza II. Vízerőmű (Kisköre)                                                    | 1967-1974           | 28                | 4                             | 7                       | víz                                          | |
| Szakolyi bioerőmű                                                               | 2006-2009           | 19,8              | -                             | -                       | biomassza                                    | |
| Ajkai Gázturbinás Csúcserőmű                                                    | 2009-2010           | 116               | 2                             | 58                      | földgáz                                      | |
| Gönyűi Kombinált Ciklusú Erőmű                                                  | 2010-2011           | 433               | 1                             | 433                     | földgáz                                      | |
| Mátrai naperőmű (Visonta)                                                       | 2014-2015           | 16                | -                             | -                       | napfény                                      | |
| Mátrai naperőmű (Bükkábrány)                                                    | 2014-2015           | 20                | -                             | -                       | napfény                                      | |
| Mátrai naperőmű (Halmajugra)                                                    | 2014-2015           | 20                | -                             | -                       | napfény                                      | |
| Pécsi naperőmű                                                                  | 2015-2016           | 10                | -                             | -                       | napfény                                      | |
| Turai geotermikus erőmű                                                         | 2016-2017           | 3                 | -                             | -                       | geotermia                                    | |
| Ajkai naperőmű                                                                  | 2019                | 2                 | -                             | -                       | napfény                                      | |
| Százhalombattai naperőmű (Dunai Solar Park) MET                                 | 2018                | 17,6              | -                             | 13,7 + 3,9              | napfény                                      | |
| Mezőcsáti naperőmű                                                              | 2023                | 250               | -                             | -                       | napfény                                      | |
| Inárcsi napelempark                                                             | 2023                | 132               | -                             | -                       | napfény                                      | |
| Kaposvári Naperőmű (CMC Europe Kft.)                                            | 2021                | 100               | -                             | -                       | napfény                                      | |
| Kapuvári Naperőmű (Enlight Renewable Energy)                                    | 2020                | 25                | -                             | -                       | napfény                                      | |
| Zalaegerszegi Naperőmű (PV Solarsys Kft.)                                       | 2020                | 24                | -                             | -                       | napfény                                      | |
| Paksi Naperőmű (Magyar Villamos Művek)                                          | 2019                | 20,6              | -                             | -                       | napfény                                      | |
| Felsőzsolcai Naperőmű (Magyar Villamos Művek)                                   | 2018                | 20,0              | -                             | -                       | napfény                                      | |
| Tiszaszőlősi Naperőmű (Unisun)                                                  | 2017                | 11,6              | -                             | -                       | napfény                                      | |
| Kiskunhalasi Naperőmű (Nabu Solar)                                              | 2022-2023           | 48                | -                             | -                       | napfény                                      | |
| Debreceni Naperőmű (Magyar Villamos Művek)                                      | 2022                | 24,0              | -                             | -                       | napfény                                      | |
| Lumen Park Szolnok (Naperőmű)                                                   | 2022                | 138               | -                             | -                       | napfény                                      | |
| Lumen Park Szászberek                                                           | 2024                | 68                | -                             | -                       | napfény                                      | |
| Köszegi naperőmű                                                                | 2018–2019           | 3,9               | -                             | -                       | napfény                                      | |
| Söjtöri naperőmű                                                                | 2018–2019           | 3,2               | -                             | -                       | napfény                                      | |
| Vépi naperőmű                                                                   | 2017–2018           | 3,8               | -                             | -                       | napfény                                      | |
| Csepregi naperőmű                                                               | 2017–2018           | 5,5               | -                             | -                       | napfény                                      | |
| Összes: !! !! 7617,2 !!                                                         |                     |                   |                               |                         |                                              | |